# علي لبيب
علي لبيب شوتوربان (الفارسية: علی لبیب شتربان)، مواليد 21 سبتمبر 2002. هو راكب دراجات إيراني، دراج في نظام المدارات القارية في فريق شينزين شيديشنغ للدراجات . كان الممثل الوحيد لإيران في رياضة ركوب الدراجات في دورة الألعاب الأولمبية الصيفية 2024، وجاء في المركز 76 من أصل 77 متسابقًا.  

## النتائج الرئيسية
2019
بطولة الجبال الوطنية للشباب
بطولة الطرق الوطنية للشباب
التجربة الزمن الثانية
السباق الطريقي الثالثسباق طريق
2022
التصنيف الأول للركاب الشباب، جولة إيران (أذربيجان) جولة في إيران (أذربيجان)
السباق السريع السادس، بطولة آسيا تحت سن 23 عاماًبطولة آسيا للطريق تحت سن 23 عاماً
2023
السباق الطريقي الثاني، بطولة الطرق الوطنية
سباق طريق الرابع ، الألعاب الآسيوية
5th عاماً جولة الذكرى المئوية للجمهورية
سباق الطريق العاشر، بطولة آسيا تحت 23 سنةبطولة آسيا للطريق تحت سن 23 عاماً
2024
سباق الطريق الثالث، بطولة آسيا تحت سن 23بطولة آسيا للطريق تحت سن 23 عاماً
سباق طريق الخامس، بطولة الطرق الوطنية
الخامس GP Yıldızğı